# Magnus Abelvik Rød
Magnus Abelvik Rød (født 7. juli 1997 i Oslo, Norge) er en norsk håndboldspiller, som spiller i SG Flensburg-Handewitt og på Norges herrehåndboldlandshold.
Han deltog under EM i håndbold 2020 i Sverige/Østrig/Norge.